# Маянц, Владислав
Владислав С. Маянц (лит. Vladislavs Majancs; род. 1939) — советский хоккеист, нападающий. Мастер спорта СССР (1962).

## Биография
Начинал играть в команде класса «Б» «Красная звезда» Краснокамск (1957/58 — 1958/59). Следующие четыре сезона провёл в команде класса «А» «Молот» Пермь. В сезонах 1963/64 — 1964/65 играл во второй группе класса «А» за рижскую «Даугаву».